# Irena Rolanowska

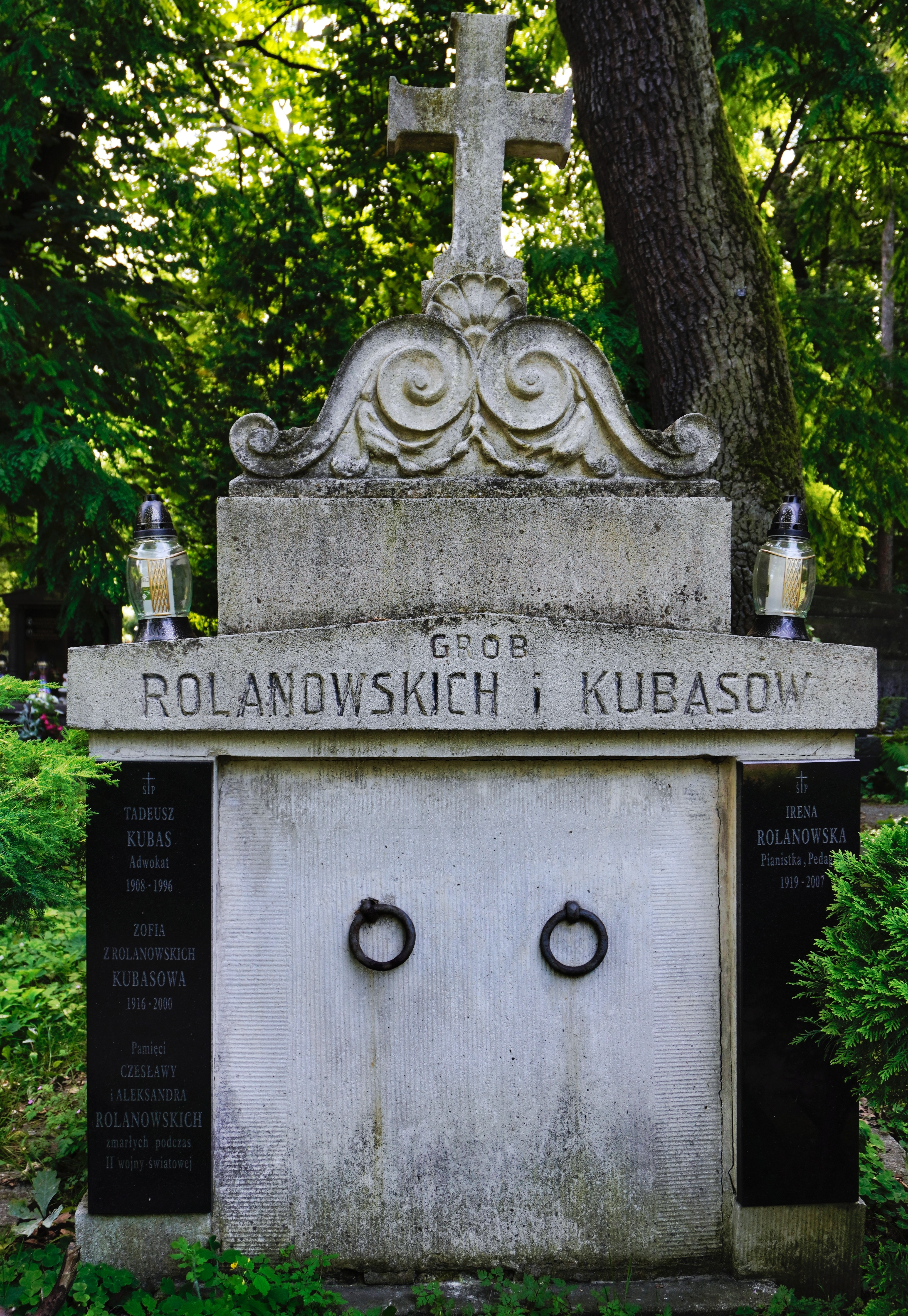
Grób Ireny Rolanowskiej na cmentarzu Rakowickim w Krakowie

Irena Rolanowska (ur. 18 listopada 1919, zm. 9 listopada 2007 w Krakowie) – polska pianistka i pedagog.

## Życiorys
Studiowała w Państwowej Wyższej Szkole Muzycznej w Krakowie w klasie fortepianiu Haliny Ekier. Uczyła w wielu krakowskich szkołach muzycznych, m.in. w Państwowym Liceum Muzycznym im. Fryderyka Chopina (obecnie POSM II stopnia im. Fryderyka Chopina) w latach 1953–2007 i w Państwowej Szkole Muzycznej II st. im. Władysława Żeleńskiego w latach 1973–1992 i 1994–2007. Była wybitnym pedagogiem, wychowała niezliczoną ilość młodych pianistów. Do jej uczniów należeli m.in. Wacław Kisielewski, Andrzej Zieliński, Małgorzata Jaworska, Antoni Dębski, Jerzy Stryjniak, Mariola Cieniawa, Jacek Tosik-Warszawiak, Jakub Polaczyk, Nikola Kołodziejczyk i wielu innych. Była nazywana przez swoich wychowanków „Rolcią”.
12 października 2006 roku została odznaczona Srebrnym Medalem „Zasłużony Kulturze Gloria Artis”.
Zmarła w wieku 88 lat. Została pochowana na cmentarzu Rakowickim w Krakowie.
W Krakowie jest organizowany corocznie Ogólnopolski Konkurs Pianistyczny im. Ireny Rolanowskiej.